# James Boswell
James Boswell (født 29. oktober 1740, død 19. maj 1795) var advokat, dagbogsskribent, forfatter og fra 1782 Laird af Auchinleck. Han blev født i Edinburgh som ældste søn af dommer Alexander Boswell, Lord Auchinleck og 8. Laird af Auchinleck. James Boswell er bedst kendt som Samuel Johnsons biograf og ven. I England er selve navnet Boswell blevet et begreb med betydningen trofast følgesvend eller iagttager.
Boswell er i øvrigt kendt for sine meget omfattende dagbogsskriverier, som han påbegyndte, da han som ung mand var i London i ni måneder i 1762-63, og fortsatte resten af livet. Han nedskrev også sine erindringer om møder og samtaler med nogle af datidens kendte kulturpersonligheder som skuespilleren David Garrick, filosoffen og politikeren Edmund Burke, maleren Joshua Reynolds og forfatteren Oliver Goldsmith. Boswell er ligeledes kendt for sin brevveksling med den jævnaldrende hollandsk-schweiziske forfatter Isabelle de Charrière (Belle van Zuylen), som desværre afslog hans frieri.
I 1920'erne blev en stor del af hans personlige papirer, man troede var gået tabt, fundet på Malahide Castle nord for Dublin i Irland. De blev solgt til samleren Ralph Isham, som i 1940'erne overlod dem til Yale Universitetet. Universitet har udgivet størstedelen af hans dagbøger og hans meget omfattende brevveksling i bogform, begyndende med hans londondagbog 1762-63 (udgivet 1950), som også er oversat til dansk.
Boswell vil dog altid først og fremmest huskes som forfatteren bag Life of Samuel Johnson (1791), biografien over den kendte litterat og kulturpersonlighed dr. Samuel Johnson. Bogen betragtes stadig som en af de fineste biografier på engelsk.
Han er også kendt for at have støttet Mary Bryant (født 1765), som var en engelsk straffefange, der blev deporteret til Australien. Hun blev en af de første, som havde held til at flygte fra straffekolonien. Da Mary Bryant kom tilbage til Storbritannien, kunne hun forvente at blive hængt. Takket være støtten fra James Boswell fik hun opinionens sympati, og i maj 1793 blev hun benådet. 
Boswell besøgte aldrig Danmark, man har alligevel en perifer tilknytning til landet. En af hans tip-tip-tip-tip-tip-tip-tip-oldemødre på fædrene side var prinsesse Margrete (1456-1486), datter af Christian 1. og gift med Jakob 3. af Skotland.